# Кубок Румунії з футболу 1994—1995
Кубок Румунії з футболу 1994—1995 — 57-й розіграш кубкового футбольного турніру в Румунії. Титул вдруге здобув Петролул (Плоєшті).

## 1/16 фіналу
| Команда 1                  | Рахунок      | Команда 2                  |
| -------------------------- | ------------ | -------------------------- |
| 26 лютого 1995             |              |                            |
| Марамуреш (Бая-Маре)       | 1:0          | Чахлеул                    |
| Дачія Уніря Браїла (2)     | 1:1 пен. 4:5 | Націонал (Бухарест)        |
| Метром (Брашов) (2)        | 1:2          | УТА (Арад)                 |
| Рокар (Бухарест) (2)       | 2:1          | Арджеш                     |
| Спортул Студенцеск         | 0:1          | Електропутере (Крайова)    |
| Портул (Констанца) (2)     | 0:3          | Стяуа                      |
| Металургістул (Куджир) (3) | 1:0          | Глорія (Бистриця)          |
| Уніря (Деж) (2)            | 1:0          | Брашов                     |
| Політехніка (Ясси) (2)     | 0:1          | Оцелул (Галац)             |
| Мінерул (Метесарі) (3)     | 0:2          | Петролул (Плоєшті)         |
| Дачія (Пітешти) (2)        | 1:3          | Динамо (Бухарест)          |
| Оцелул (Тирговіште) (3)    | 1:0          | Інтер (Сібіу)              |
| Тиргу-Муреш (2)            | 1:2          | Рапід (Бухарест)           |
| Петролул (Циклень) (3)     | 1:2          | Фарул (Констанца)          |
| Політехніка Тімішоара (2)  | 2:3          | Університатя (Крайова)     |
| Дробета-Турну-Северин (3)  | 0:1          | Університатя (Клуж-Напока) |

## 1/8 фіналу
| Команда 1               | Рахунок | Команда 2                  |
| ----------------------- | ------- | -------------------------- |
| 15 березня 1995         |         |                            |
| УТА (Арад)              | 2:0     | Металургістул (Куджир) (3) |
| Марамуреш (Бая-Маре)    | 5:0     | Рокар (Бухарест) (2)       |
| Динамо (Бухарест)       | 1:3     | Університатя (Крайова)     |
| Рапід (Бухарест)        | 4:1     | Стяуа                      |
| Електропутере (Крайова) | 3:1     | Уніря (Деж) (2)            |
| Націонал (Бухарест)     | 1:0     | Оцелул (Галац)             |
| Петролул (Плоєшті)      | 2:0     | Оцелул (Тирговіште) (3)    |
| Фарул (Констанца)       | 0:1     | Університатя (Клуж-Напока) |

## 1/4 фіналу
| Команда 1                  | Рахунок | Команда 2              |
| -------------------------- | ------- | ---------------------- |
| 12 квітня 1995             |         |                        |
| Електропутере (Крайова)    | 1:6     | Університатя (Крайова) |
| Рапід (Бухарест)           | 4:1     | Марамуреш (Бая-Маре)   |
| Університатя (Клуж-Напока) | 3:0     | Націонал (Бухарест)    |
| Петролул (Плоєшті)         | 2:1     | УТА (Арад)             |

## 1/2 фіналу
| Команда 1                  | Заг. | Команда 2              | 1-й матч | 2-й матч |
| -------------------------- | ---- | ---------------------- | -------- | -------- |
| 10/24 травня 1995          |      |                        |          |          |
| Рапід (Бухарест)           | 3:0  | Університатя (Крайова) | 2:0      | 1:0      |
| Університатя (Клуж-Напока) | 0:3  | Петролул (Плоєшті)     | 0:0      | 0:3      |

## Фінал
| 21 червня 1995 |

| Рапід (Бухарест) | 1:1      | Петролул (Плоєшті) |
| ---------------- | -------- | ------------------ |
| Кіріце 87'       | Протокол | Андрейкуц 82'      |

| Національний стадіон, Бухарест Глядачів: 30 000 Арбітр: Йон Кречюнеску |

|                                 |     | Пенальті                                       |  |
| Лупу · Кіріце · Владою · Фрунзе | 3:5 | Змоляну · Рекіте · Грама · Андрейкуц · Грігоре |  |